# Salvador Vila Hernández
Salvador Vila Hernández (Salamanca, 2 de agosto de 1904 - Víznar, 22 de octubre de 1936) fue un arabista y profesor universitario español, fusilado por los franquistas tres meses después del inicio de la Guerra civil española.

## Biografía
Hijo de un abogado, era el cuarto hijo y primer varón de la familia. Tras cursar los estudios primarios y secundarios obtuvo tras superar tres duros exámenes, la Beca de San Bartolomé, que le permitía cubrir todos los gastos de la carrera universitaria, incluyendo los costes de los títulos de bachiller, licenciado y doctor, los costes de la estancia en la Universidad de Madrid para realizar el doctorado y ser pensionado para una estancia de ampliación de estudios en el extranjero una vez alcanzado el título de doctor. Estudió simultáneamente Filosofía y Letras y Derecho en la Universidad de Salamanca entre 1920 y 1924. Allí tomó contacto con el arabismo y fue alumno de Miguel de Unamuno, entonces decano de la Facultad de Filosofía y Letras, al que le uniría desde entonces una gran amistad y del que siempre se consideraría discípulo. Tras obtener la licenciatura en Letras el 6 de junio de 1924, se trasladó a Madrid, en cuya universidad siguió los estudios de doctorado, profundizando en los estudios semíticos, obteniendo las máximas calificaciones (1925).
Durante la dictadura de Primo de Rivera, en el verano de 1925, Vila fue detenido por repartir panfletos en contra del régimen. A finales de abril de 1926, tras haber increpado ante el Ministerio de Instrucción Pública junto con otros estudiantes a un miembro del tribunal que había concedido la cátedra de Griego de Unamuno en la Universidad de Salamanca a un clérigo salmantino, se decretó su deportación, junto con Luis Jiménez de Asúa, Francisco Cossío, director de El Norte de Castilla, y Arturo Casanueva, a las islas Chafarinas a donde llegaron el 5 de mayo. Allí estuvieron apenas quince días, pues fueron beneficiarios de una gracia real con motivo de la onomástica del rey Alfonso XIII.
Tras retornar a la península, siguió con sus estudios de doctorado. Leyó finalmente su tesis doctoral el 29 de abril de 1927, con una calificación de Sobresaliente. Tras superar la correspondiente oposición, consiguió el Premio Extraordinario del Grado de Doctor en 1928.
Durante el curso 1928/29 amplió sus estudios en la Universidad de Berlín. Allí conoció a la que luego sería su mujer, Gerda Leimdörfer, hija del redactor-jefe del principal periódico judío de Berlín, el Berliner Zeitung am Mittag, Emil Leimdörfer, profundamente asociado a nivel personal como corresponsal parlamentario y comentarista político con  el gabinete económico del Canciller Alemán desde 1923 Gustav Stresemann, Premio  Nobel de la Paz 1926, luego ministro alemán de Asuntos Exteriores, muerto el 3 de octubre de 1929. 
De vuelta a España, comenzó su carrera docente, como catedrático de Literatura Española en Baeza, lo mismo que el famoso poeta sevillano Antonio Machado . En octubre de 1930 obtuvo mediante un concurso-oposición la plaza de profesor auxiliar temporal en la Facultad de Letras de la Universidad de Madrid, puesto que desempeñó hasta 1933, año en el que obtuvo la cátedra de Cultura Árabe e Instituciones Musulmanas de la Universidad de Granada.
Por supuesto, la familia Leimdörfer sufrió la persecución Nazi en los años treinta, a partir de 1933, por lo que en 1935 se trasladaron a Granada, donde ya residía Vila con su mujer, Gerda Leimdörfer, en régimen de alquiler en el Carril de San Cecilio, número 12,  a los pies del famoso Hotel Alhambra Palace. 
En la universidad granadina desarrolló Salvador Vila el resto de su breve carrera académica. En 1934 pasó a ser profesor de la Escuela de Estudios Árabes de Granada, dependiente de la Facultad de Filosofía y Letras, y creada en 1932 y encargado de la sección de Derecho e Instituciones Islámicas. En diciembre de 1935, tras la marcha del anterior director, Emilio García Gómez a la Escuela de Estudios Árabes de Madrid, Salvador Vila fue nombrado director.
En 1936 fue nombrado representante de la Facultad de Filosofía y Letras en la Junta de Gobierno de la Universidad de Granada. El 22 de abril de 1936 fue nombrado rector interino. Sin embargo, las circunstancias de su mandato fueron tormentosas, puesto que, por orden del Ministerio de Instrucción Pública, se anuló la convocatoria de los exámenes de junio, como sanción por las algaradas estudiantiles. Este hecho predispuso a los alumnos universitarios en contra del rector.

### Fusilamiento
Al terminar el curso académico de 1935-1936, Salvador Vila se fue de vacaciones con su familia a Salamanca. Allí le sorprendió la sublevación militar del 18 de julio de 1936. El 24 de julio fue cesado en su cargo de rector. Posteriormente fue detenido, trasladado a Granada y fusilado el 22 de octubre de 1936 junto a otras 28 personas y arrojado a una fosa común en el Barranco de Víznar. Su mujer Gerda Leimdörfer, alemana y judía, fue detenida junto con su marido en Salamanca, llevada también a Granada y salvada por la intercesión de Manuel de Falla, tras ser obligada a bautizarse. Los padres de Gerda, refugiados judíos, fueron deportados a la Alemania nazi.
Persona de principios democráticos, republicanos y de izquierdas, aunque sin adscripción política conocida, a su asesinato, como al de otras personalidades de la zona que quedó en manos de los rebeldes, debe atribuírsele un fin aleccionador para aterrorizar y debilitar la defensa republicana en el resto de España. "No sé por qué le mataron. Supongo que por pensar de forma diferente, porque no creo que hiciera daño a nadie", afirma su hijo, Miguel Vila. Figura relevante de la vida intelectual española, se relacionó con otros intelectuales de la época como el ya citado famoso rector salmantino Miguel de Unamuno, Wenceslao Roces, Manuel de Falla, o los arabistas Miguel Asín Palacios  y Emilio García Gómez. 
Mercedes del Amo, en su libro «Salvador Vila: El Rector fusilado en Víznar», vincula el asesinato de Vila con el empeoramiento de las relaciones de Miguel de Unamuno, que inicialmente había apoyado la sublevación, con Franco:

...las fechas hablan por sí solas: el 6 de octubre Unamuno habló con Franco, le pidió la libertad de dos amigos y criticó sus métodos represivos, Vila fue detenido el 7 del mismo mes; el día 12, día de la Hispanidad, ocurrieron los sucesos del Paraninfo, el día 22 Unamuno es cesado como rector por una orden firmada personalmente por Franco saliendo vivo del Paraninfo salmantino por deferencia de la esposa de Franco, Carmen Polo  y en la madrugada del día 23 es fusilado Vila, cuya vida había permanecido salvaguardada hasta ahora por el maestro y amigo

La dictadura franquista buscó incluso borrar su memoria, retirando su retrato de la sala de rectores. Sólo tras la muerte del dictador se repuso su retrato con la leyenda "cesó el 23 de julio de 1936". No fue sustituida hasta 2005 por: "Fue fusilado por sus ideas y sin procedimiento legal el 23 de octubre de 1936 en Viznar".

## Obras
- Abenmoguit. Formulario notarial, Madrid 1931, publicación del Anuario de Historia del Derecho Español (AHDE).
- Un contrato de matrimonio entre musulmanes del siglo XVI, en AHDE, X (1933).
- El nombramiento de los walíes de al-Andalus, en Al-Andalus IV (1936-39)
- Traducción del alemán y edición anotada de la obra de Adam Mez publicada con el título El Renacimiento del Islam, Escuelas de Estudios Árabes de Madrid y Granada (1936).

Durante el año anterior a su asesinato, estaba dedicado a trabajos de investigación sobre instituciones y formularios notariales de la España musulmana.